# Elisabetta Sirani

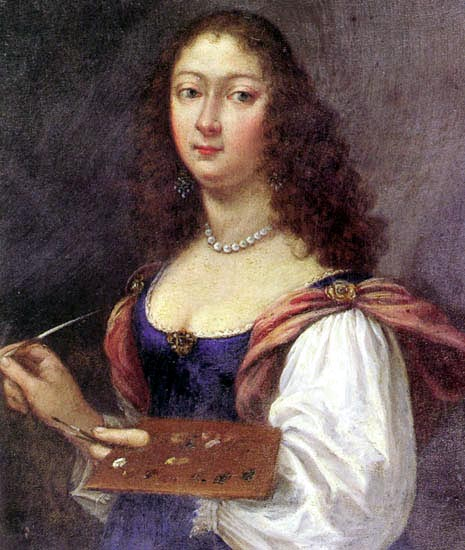
Selbstporträt, um 1665

Elisabetta Sirani (* 8. Januar 1638 in Bologna; † 28. August 1665 ebenda) war eine italienische Malerin und Kupferstecherin. Sie gründete in Bologna eine Kunstakademie nur für Mädchen und Frauen und war eine der ersten Frauen überhaupt, die in die renommierte Accademia di San Luca in Rom als Mitglied aufgenommen wurde.

## Leben
Elisabetta Sirani entstammte einer Bologneser Künstler-, Kunsthandwerker- und Kaufmannsfamilie. Ihr Vater Andrea Sirani handelte mit Kunstwerken, er war Maler, Mitarbeiter von Guido Reni und selbst Inhaber einer Werkstatt, in der junge Künstler ausgebildet wurden. Elisabetta wurde, ebenso wie ihre beiden jüngeren Schwestern Barbara und Anna Maria, von ihrem Vater unterrichtet. Sie erhielt nicht nur eine umfassende Ausbildung in der Malerei, sie war auch eine talentierte Musikerin, und sie war in den humanistischen Fächern unterrichtet. In der Bibliothek ihres Vaters standen philosophische, historische und kunsttheoretische Schriften zu ihrer Verfügung, darunter die für die barocke Malerei wichtige Iconologia von Cesare Ripa.
Seit ihrem 17. Lebensjahr arbeitete sie als professionelle Künstlerin. Ihre Auftraggeber kamen zunächst aus Kreisen des wohlhabenden Bürgertums Bolognas und der florierenden Universität. Zu ihren Mäzenen gehörten später der Großherzog der Toskana, Cosimo III. de’ Medici und andere Mitglieder der Familie Medici, wie Leopoldo oder Margherita de' Medici. Über einen Agenten der Medici und über ihren eigenen Agenten Annibale Ranuzzi wurden Elisabettas Bilder an den Kurfürsten Ferdinand Maria von Bayern, an Mitglieder der Familie Gonzaga in Mantua oder die Farnese in Parma vermittelt.
Seit ihrem 18. Lebensjahr führte Elisabetta Buch über ihre Bilder, die über die Firma des Vaters verkauft wurden. Aus dem Erlös wurde der größte Teil der Kosten für seine Werkstatt, die Familie und den Haushalt finanziert. Im Gegensatz zu Guido Renis übrigen Mitarbeitern erhielt Elisabetta keinen Anteil an den Honoraren, diese wurden vollständig vom Vater vereinnahmt. Nicht aufgeführt in dem Notizbuch (taccuino di lavoro) sind die Bilder, die sie heimlich an ihre Freunde verkaufte, und mit denen sie ihre Mutter unterstützte oder Geld für ihren eigenen Bedarf abzweigte, wie z. B. für ihren Musikunterricht. Honorar erhielt sie von ihrer adeligen Kundschaft häufig in Form von Silber- und Goldschmuck oder Edelsteinen. So schenkte ihr Leopoldo de' Medici für ihr Bild Allegorie der Gerechtigkeit, der Nächstenliebe und der Klugheit ein Kreuz mit 54 Diamanten. Wie Besucher berichten, wurden diese Schmuckstücke im Wohnraum der Familie in einem eigenen Schrank ausgestellt. Elisabettas Atelier war für durchreisende hochgestellte Besucher offenbar eine Attraktion, die Großherzöge der Toskana, die Fürstin von Braunschweig, Christina von Schweden oder der Sohn des Vizekönigs von Böhmen suchten sie dort auf.
Da Frauen im 17. Jahrhundert nicht an einer Kunstakademie studieren durften, gründete sie in Bologna eine Akademie nur für weibliche Schüler, aus der eine Reihe von professionellen Malerinnen wie Teresa Maria Coriolano oder Ginevra Cantofoli hervorgingen. Als ihr Vater wegen einer Krankheit nicht mehr unterrichten konnte, übernahm sie auch dessen Schüler.

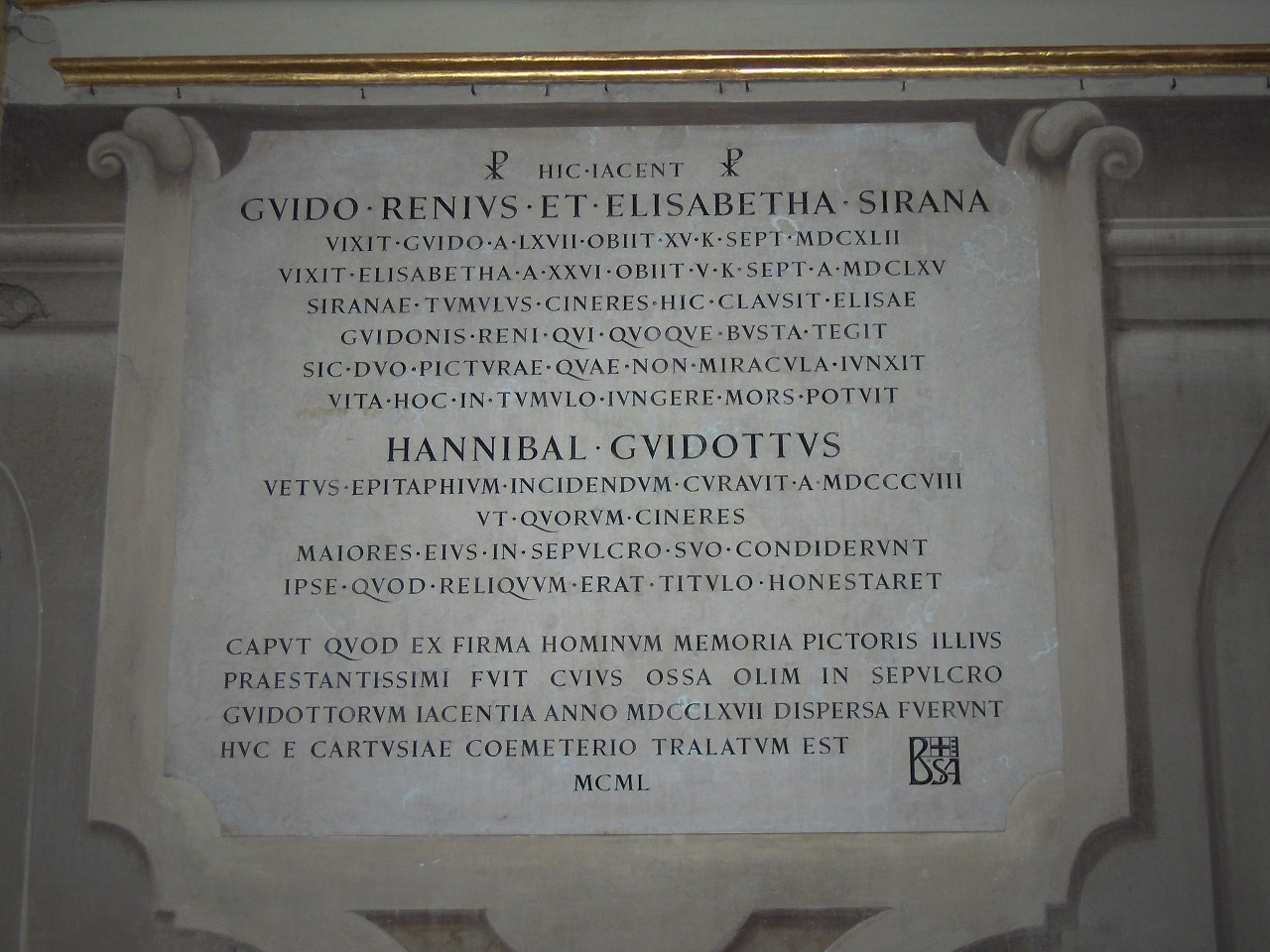
Epitaph für Guido Reni und Elisabetta Sirani in San Domenico, Bologna

Elisabetta war nicht verheiratet. Sie starb im Alter von erst 27 Jahren wahrscheinlich an einer Bauchfellentzündung in der Folge eines Magengeschwürs (ulcera perforata) und nicht durch Selbstmord oder, wie es ein hartnäckige Gerücht will, an einer Vergiftung durch ihre Magd Lucia Tolomelli, die vor Gericht von allen Anschuldigungen durch Elisabettas Vater freigesprochen wurde. Sie wurde unter großer Anteilnahme der ganzen Stadt in der Cappella Guidotti der Kirche San Domenico begraben. Ein gemeinsames Epitaph erinnert an Guido Reni und Elisabetta Sirani QVAE NON MIRACULA IVNXIT VITA HOC IN TVMOLO IVNGERE MORS POTVIT (… die nicht das Leben durch Wunder verbunden hat das konnte der Tod im Grab vereinigen) Bereits nach etwas mehr als 10 Jahren erschien die erste Biografie über sie.

## Werk
Elisabetta Sirani malte zahlreiche eher klein- und mittelformatige Andachtsbilder mit den gefragten und immer wieder neu variierten Motiven Madonna und Kind, Madonna und Kind mit dem Hl. Johannes und der Heiligen Familie, für die es in der Nachfolge des Konzils von Trient, das die private Andacht der Gläubigen propagierte, eine rege Nachfrage gab. Sie führte Aufträge von Seiten der Orden und der Bruderschaften für großformatige Altarbilder aus, malte einige Porträts, nach der Mode der Zeit häufig Rollenporträts der Auftraggeber, sowie mehrere Selbstporträts, darunter auch Selbstporträts als Nonne, als Allegorie der Malerei, sowie einige Bilder über allegorische und historisch/mythologische Themen.
Auffallend an ihren Historienbildern ist ihre Vorliebe für „starke Frauen“ aus der antiken Mythologie und der biblischen Geschichte. Es gibt Bilder über Circe, Cleopatra, Dalila mit der Schere, Judith mit dem Haupt des Holofernes, Porzia, die ihrem Mann Brutus Stärke und männliche Tapferkeit demonstriert, indem sie sich einen Dolch in ihren Oberschenkel sticht, und Timokleia, die einen Hauptmann Alexanders des Großen, der sie vergewaltigt hatte, an den Beinen packt und ihn kopfüber in den Brunnen stürzt, eine eher selten dargestellte Szene aus den Vite des Plutarch.

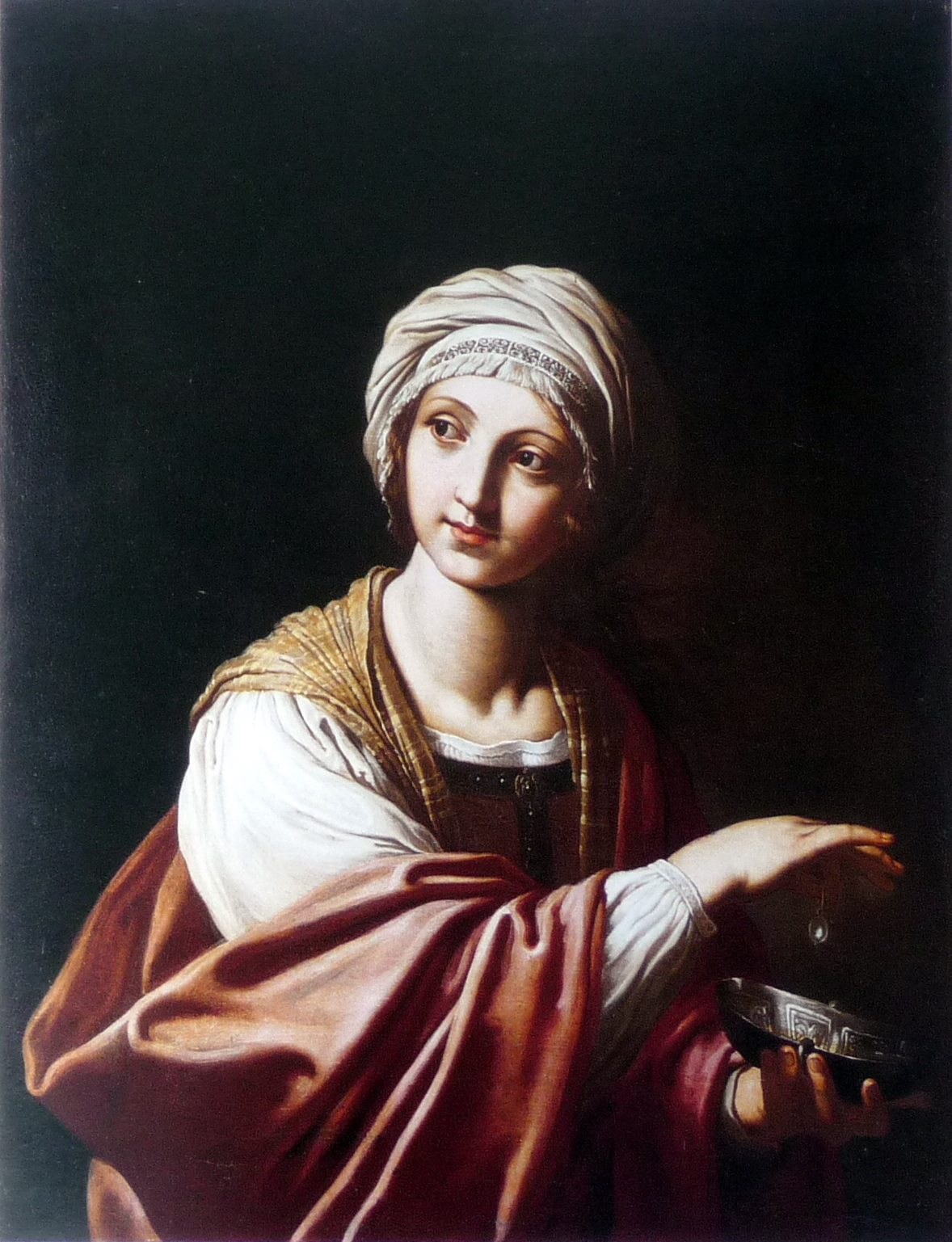
Cleopatra
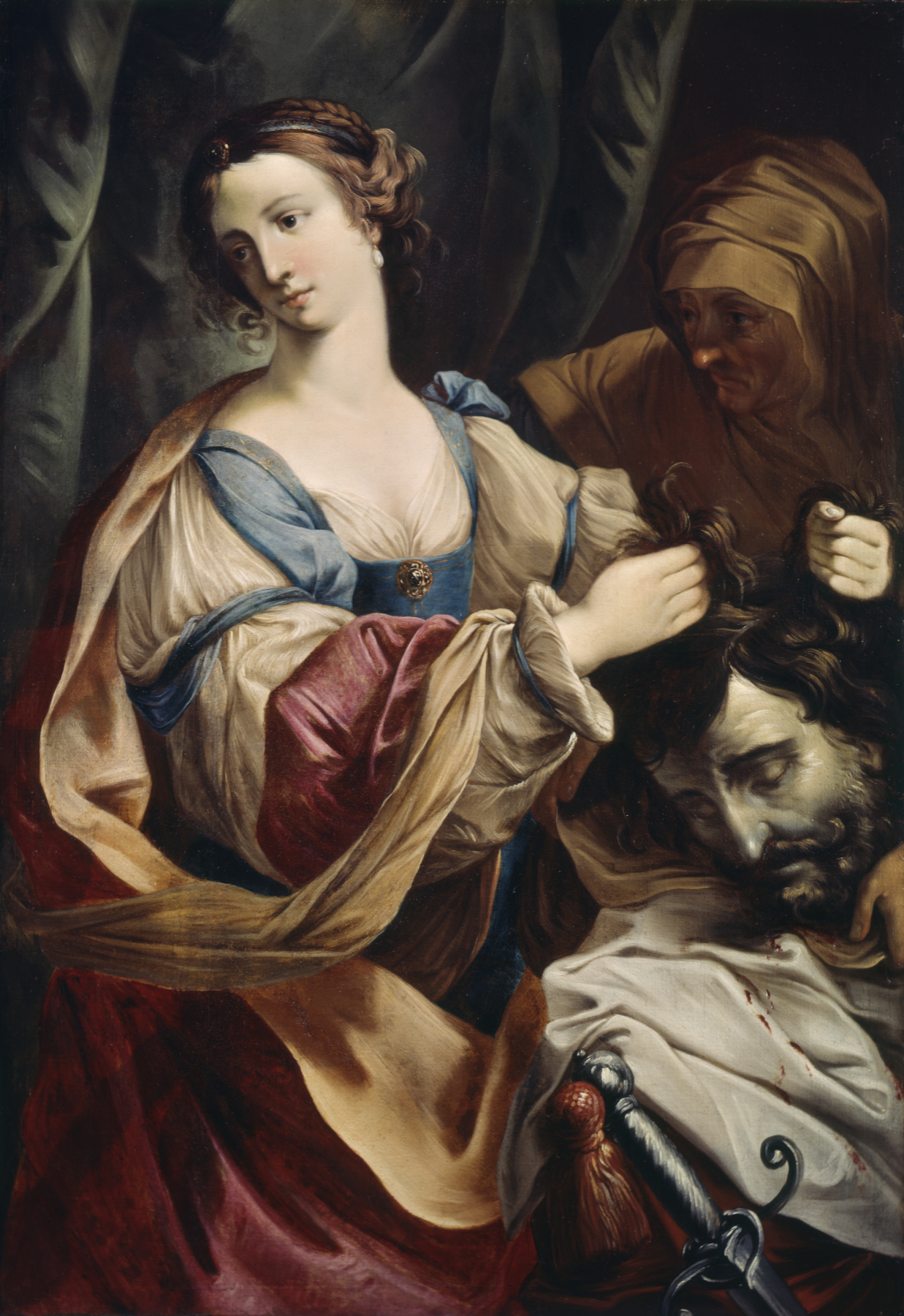
Judith mit dem Haupt des Holofernes
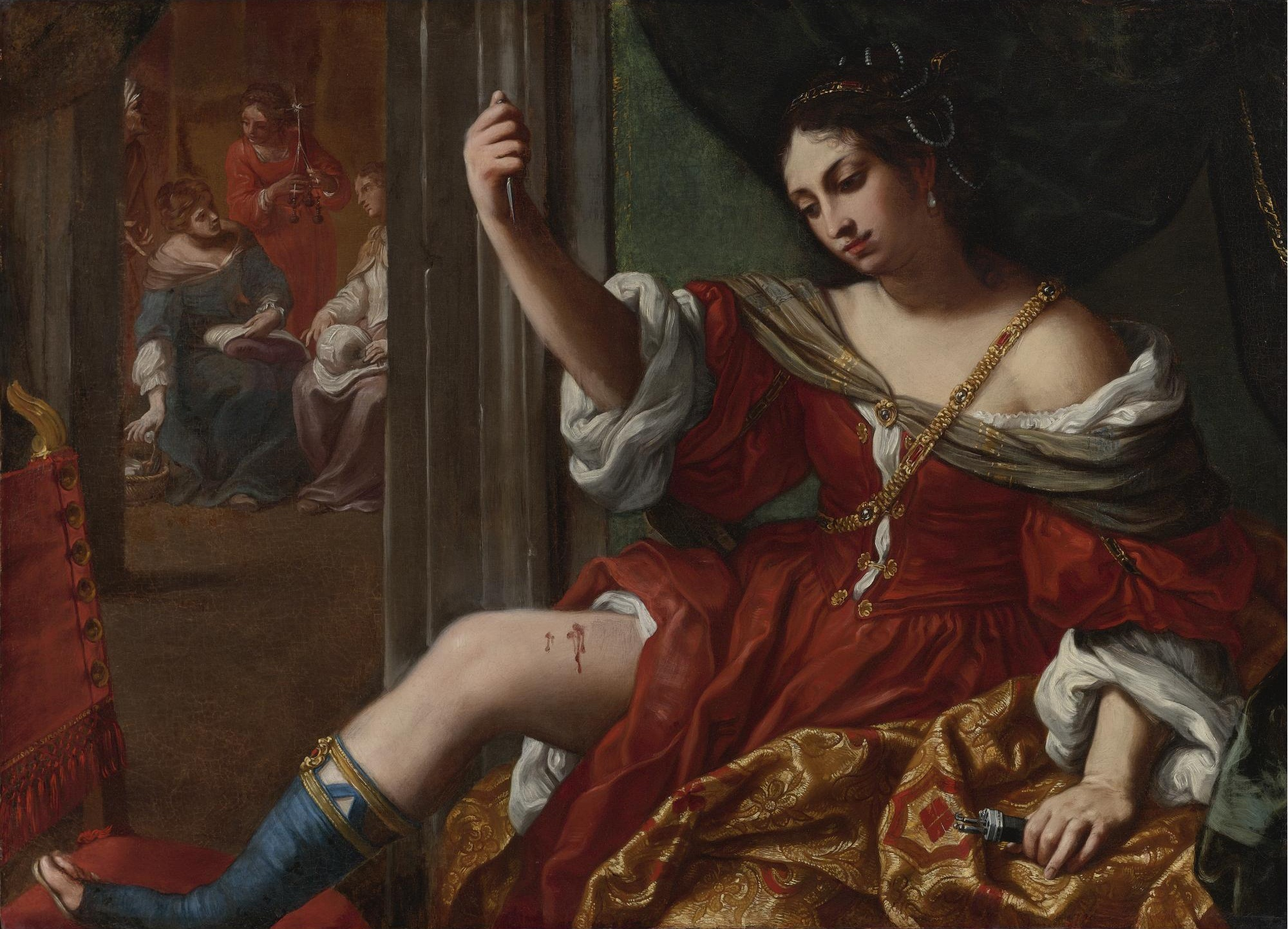
Porzia verwundet sich am Oberschenkel, 1664
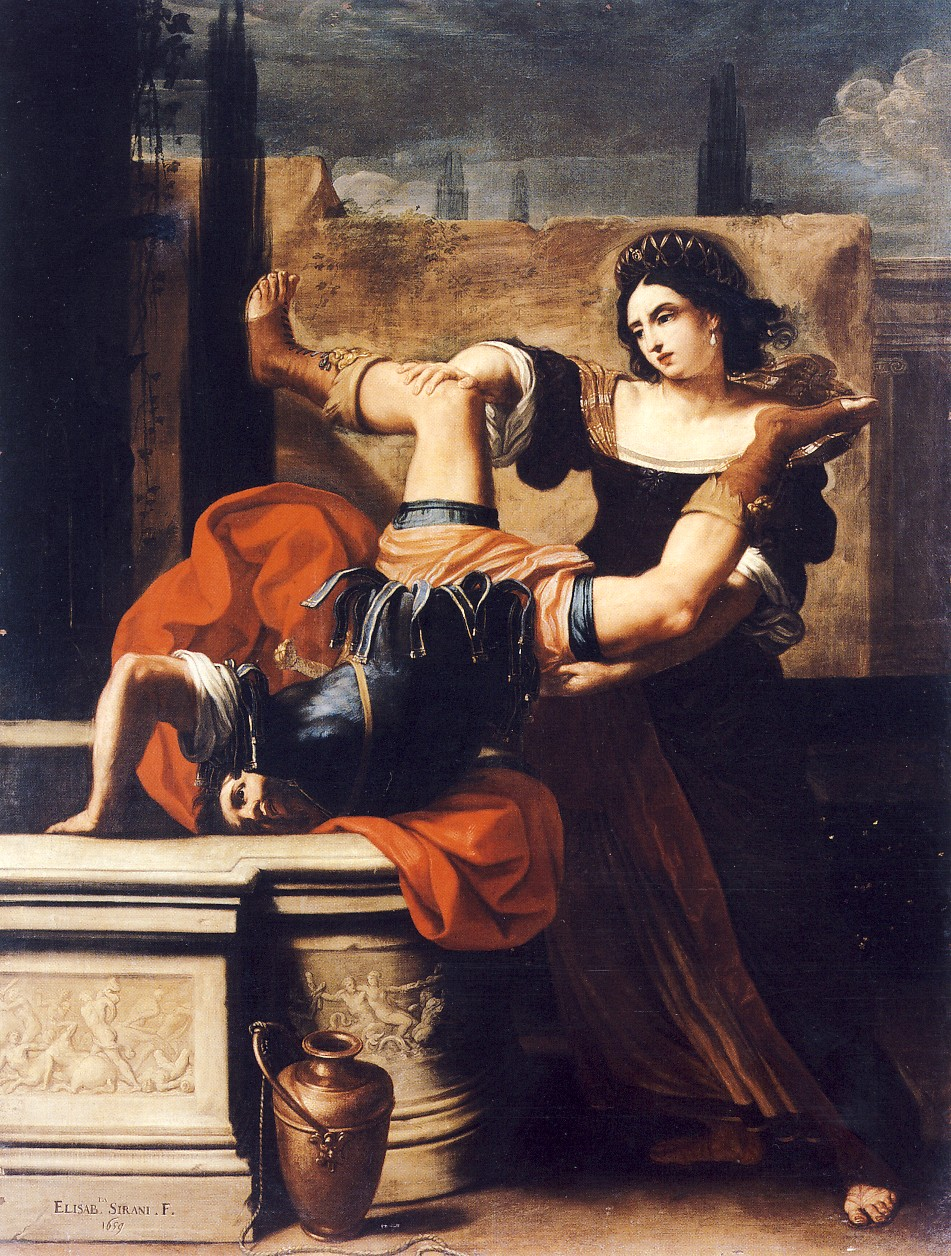
Timoclea
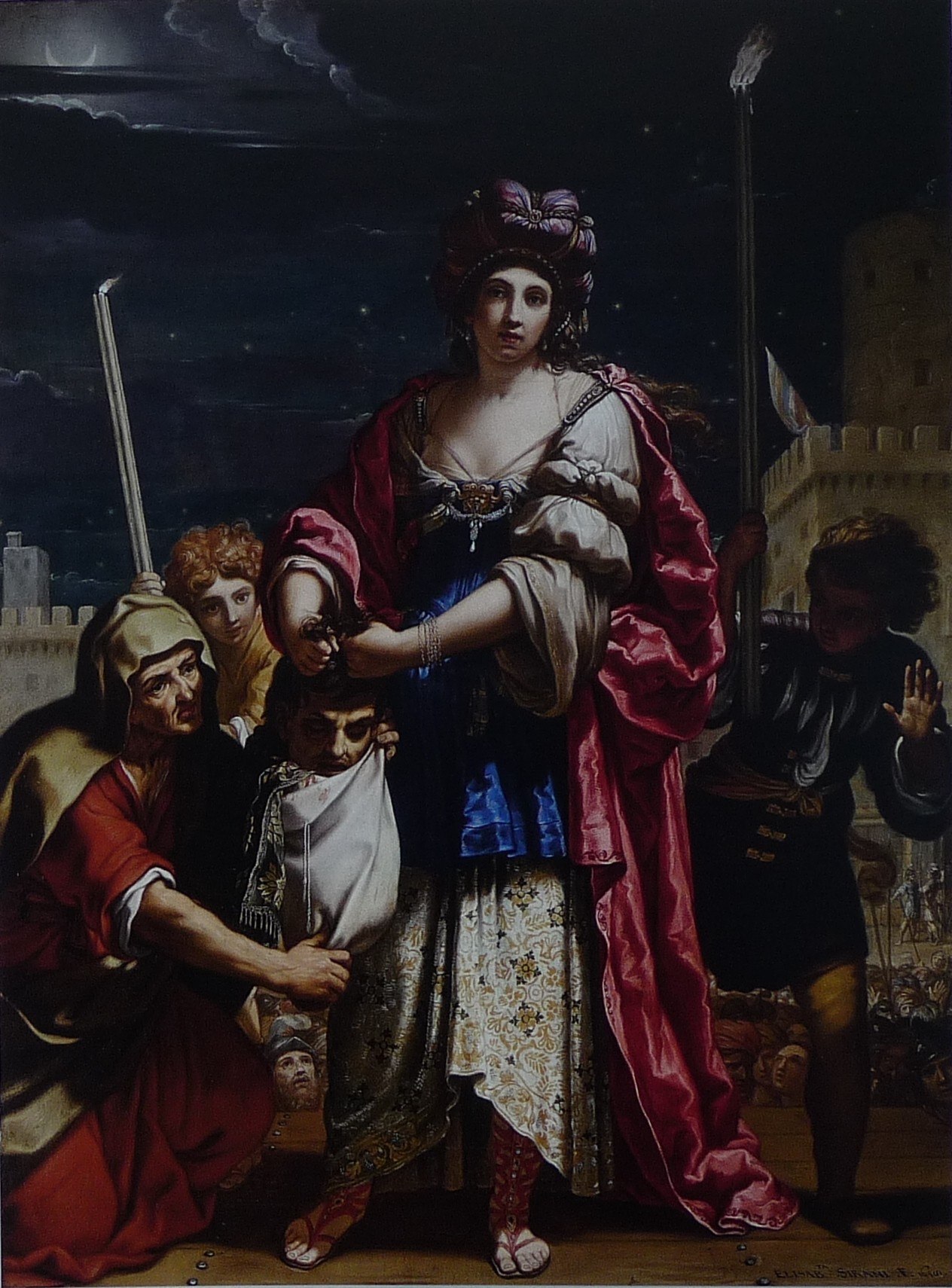
Judith mit dem Kopf des Holofernes
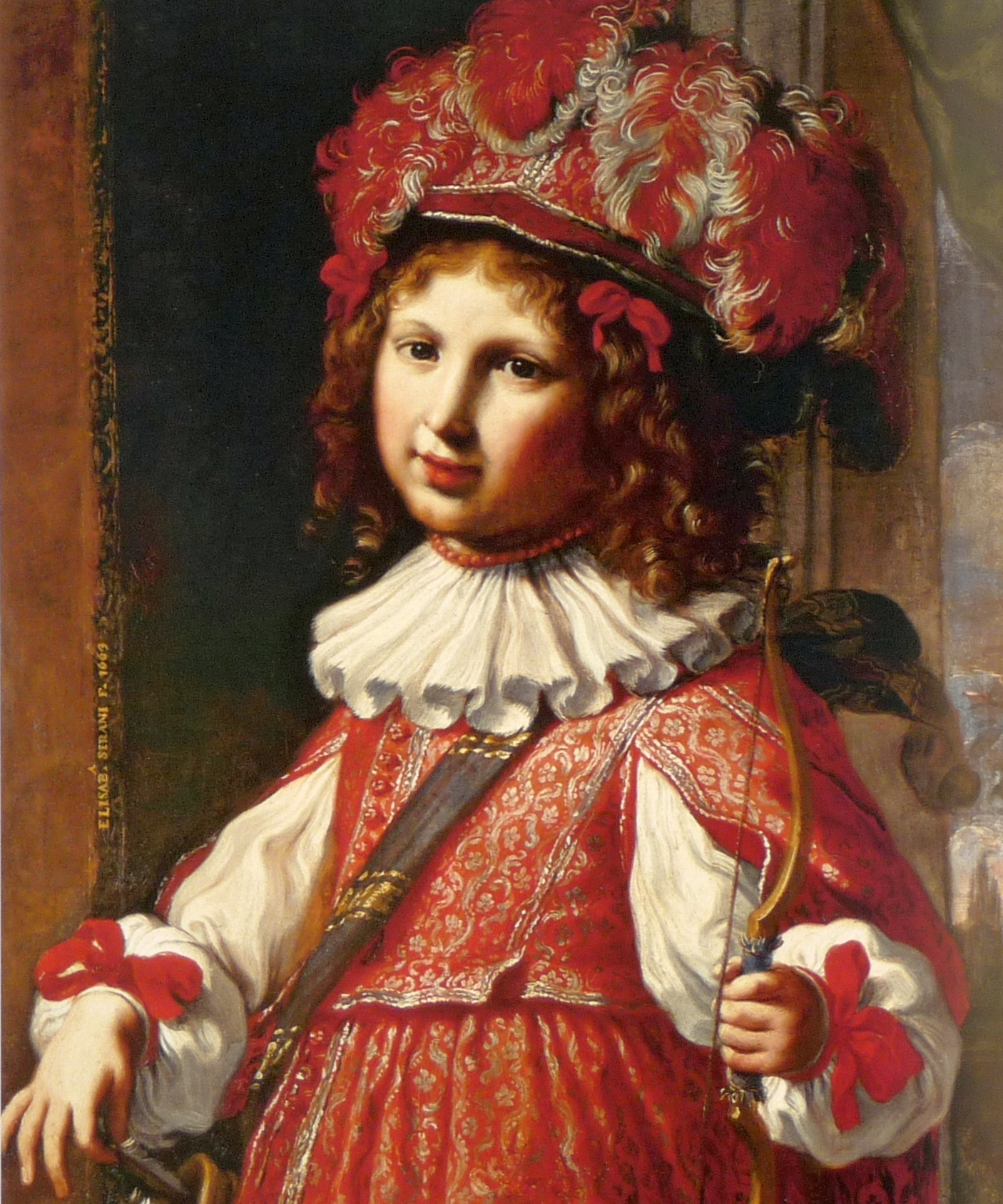
Porträt des Vincenzo Ferdinando Ranuzzi als Amor

Viele ihrer Werke zeigen ihre Bewunderung für Guido Reni, aber auch Hinweise auf Caravaggio, die beiden Carraccis Annibale und Lodovico und Albani.
Elisabetta Sirani arbeitete außerordentlich schnell, so dass Gerüchte aufkamen, sie habe heimliche Mitarbeiter. Daraufhin malte sie in ihrem immer offenen Atelier, unter den Augen der Zuschauer entstanden ihre Bilder, die die Auftraggeber gelegentlich am selben Tag schon mitnehmen konnten.
In ihrer kurzen Schaffensperiode von rund zehn Jahren hinterließ sie 14 Kupferstiche und um die 200 Ölbilder, darunter mehrere großformatige Altarbilder, und eine große Anzahl von Zeichnungen, Aquarellen, Skizzen und vorbereitende bozzetti für ihre Gemälde.

## Werke
- Allegorie der Malerei, 1658 Moskau, Puschkin-Museum
- Madonna lactans, Bologna, Coll. Enrico Righi
- Anna Selbdritt mit dem Hl. Johannes, Vercelli, Museo Borgogna
- Madonna mit der Taube, 1663, Coll. Borromeo, Isola Bella
- Madonna mit der Birne, 1664, Faenza, Pinacoteca comunale
- Madonna mit Kind, 1663, Washington D.C., National Museum of Women in the Arts
- Porträt des Vincenzo Ferdinando Ranuzzi als Amor, Nationalmuseum Warschau
- Dalila, 1657, Privatsammlung,
- Timoclea stürzt den Hauptmann Alexanders des Großen in einen Brunnen, 1659, Neapel, Museo di Capodimonte
- Sibylle, Venedig, Gallerie dell’Accademia
- Porzia che si ferisce alla coscia, Houston, Stephen Warren Miles and Marilyn Ross Miles Foundation
- Cleopatra, Flint, Flint Institute of Art
- Allegorie der Musik.1659, Privatsammlung
- Magdalena, 1660, Pinacoteca Nazionale di Bologna
- Die Kreuzigung der Zehntausend Märtyrer, 1656, Privatsammlung
- Madonna mit Kind und den Heiligen Franziskus und Antonius, Pfarrkirche der Hl. Nazarius und Celsus, Bologna
- Der Hl. Antonius mit dem Jesuskind, Modena, Galleria Estense
- Allegorie der Gerechtigkeit, der Liebe und der Klugheit, Modena, Commune di Vignola
- Amor und Psyche, Museum der bildenden Künste Leipzig